# Tân Mỹ, Bắc Giang
Tân Mỹ là một phường cũ thuộc thành phố Bắc Giang, tỉnh Bắc Giang, Việt Nam.

## Địa lý
Phường Tân Mỹ có vị trí địa lý:
- Phía đông giáp phường Mỹ Độ
- Phía tây giáp thị xã Việt Yên
- Phía nam giáp phường Song Khê
- Phía bắc giáp phường Đa Mai.

Phường Tân Mỹ có diện tích 7,37 km², dân số năm 2023 là 15.281 người, mật độ dân số đạt 2.073 người/km².

## Hành chính
Phường Tân Mỹ được chia thành 11 tổ dân phố: Ba, Đồng, Đông Lý, Giếng, Lò, Lực, Miễu, Mỹ Cầu, Phố, Tân Phượng, Tự.

## Lịch sử
Cuối thế kỷ XIX, xã Tân Mỹ thuộc tổng Mỹ Cầu gồm có 4 xã: Mỹ Cầu, Phụng Công, Ngọc Lâm – Yên Khê, Á Lữ.
Năm 1924, sáp nhập tổng Mỹ Cầu và tổng Đa Mai vào phủ Lạng Giang; Song Khê, Lịm Xuyên vào tổng Mỹ Cầu.
Ngày 20 tháng 10 năm 1945, thành lập xã Tân Mỹ và xã Chí Minh thuộc huyện Lạng Giang trên cơ sở tổng Mỹ Cầu.
Năm 1950, Khu ủy Việt Bắc ban hành Quyết định số 06/NQ-UB-BG về việc sáp nhập 2 xã: Chí Minh và Tân Mỹ thuộc huyện Lạng Giang vào huyện Yên Dũng.
Ngày 27 tháng 10 năm 1962, Quốc hội ban hành Nghị quyết về việc thành lập tỉnh Hà Bắc trên cơ sở tỉnh Bắc Giang và tỉnh Bắc Ninh. Khi đó, xã Tân Mỹ thuộc huyện Yên Dũng, tỉnh Hà Bắc.
Ngày 6 tháng 11 năm 1996, Quốc hội ban hành Nghị quyết về việc chia tỉnh Hà Bắc thành tỉnh Bắc Giang và tỉnh Bắc Ninh. Khi đó, xã Tân Mỹ thuộc huyện Yên Dũng, tỉnh Bắc Giang.
Ngày 27 tháng 9 năm 2010, Chính phủ ban hành Nghị quyết số 36/NQ-CP về việc chuyển toàn bộ 743,30 ha diện tích tự nhiên và 10.436 nhân khẩu của xã Tân Mỹ thuộc huyện Yên Dũng vào thành phố Bắc Giang quản lý.
Tính đến ngày 31 tháng 12 năm 2023, xã Tân Mỹ có 11 thôn: Ba, Đồng, Đông Lý, Giếng, Lò, Lực, Miễu, Mỹ Cầu, Phố, Tân Phượng, Tự.
Ngày 28 tháng 9 năm 2024, Ủy ban Thường vụ Quốc hội ban hành Nghị quyết số 1191/NQ-UBTVQH15 về việc sắp xếp đơn vị hành chính cấp huyện, cấp xã của tỉnh Bắc Giang giai đoạn 2023 – 2025 (nghị quyết có hiệu lực từ ngày 1 tháng 1 năm 2025). Theo đó, thành lập phường Tân Mỹ thuộc thành phố Bắc Giang trên cơ sở toàn bộ 7,37 km² diện tích tự nhiên và quy mô dân số là 15.281 người của xã Tân Mỹ.